# هداب (زركشة)

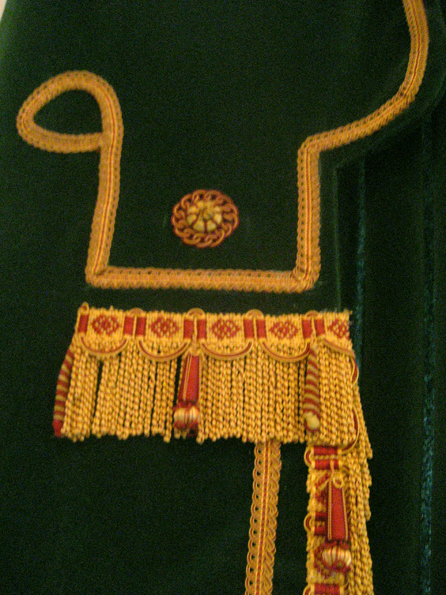

الهُدّاب هو زركشة نسيج يتم تطبيقه على حافة عنصر النسيج، مثل الستائر، أو العلم، أو الكتفية.
صمم الهداب طريقةً لمنع قطعة مقطوعة من النسيج من الانهيار عندما لا يتم استخدام تنحنح، ستتم إزالة عدة خيوط من خيوط اللحمة، وسيتم لف خيوط السداة المتبقية أو جدلها معًا لمنع الانهيار، في الأقمشة الحديثة، يتم صنع الأطراف بشكل أكثر شيوعًا بشكل منفصل وخياطتها، قد تتكون الحافة «الإضافية» الحديثة من صوف وحرير وكتان، أو شرائط ضيقة من الجلد، كانت الأطراف المبكرة مصنوعة عمومًا من الصوف غير المنسوج (بدلاً من الخيوط المغزولة أو الملتوية).